# Паратмары-Юванькино
Паратмары-Юванькино (мар. Юаньсир) — деревня в Горномарийском районе Марий Эл Российской Федерации. Входит в состав Виловатовского сельского поселения.
Численность населения — 104 чел. (2010 год).

## География
Располагается в 7,5 км от административного центра сельского поселения — села Виловатово. Отделена от села Паратмары небольшим оврагом.

## История
Впервые упоминается в 1795 году как «выселок Юган» из деревни Малая Паратмара.

## Население
| 2002 | 2010 |
| ---- | ---- |
| 124  | ↘104 |